# Flórida Paulista (kommun)
Flórida Paulista är en kommun i Brasilien.   Den ligger i delstaten São Paulo, i den södra delen av landet, 700 km sydväst om huvudstaden Brasília. Antalet invånare är 12 849.
Följande samhällen finns i Flórida Paulista:
- Flórida Paulista
- Paulista Flórida

Omgivningarna runt Flórida Paulista är en mosaik av jordbruksmark och naturlig växtlighet. Runt Flórida Paulista är det ganska glesbefolkat, med 27 invånare per kvadratkilometer.